# دانشگاه باماکو
دانشگاه باماکو (به لاتین: University of Bamako) یک دانشگاه در مالی است که در Bamako واقع شده‌است.